# Une saison en France
Pour plus de détails, voir Fiche technique et Distribution.
Une saison en France est un film français réalisé par Mahamat Saleh Haroun, sorti en 2017. Il aborde la question des demandeurs d'asile et du délit de solidarité en France.

## Synopsis
Abbas Mahadjir était professeur de français en République centrafricaine. Il a fui avec sa famille l'une des guerres civiles qui ont frappé son pays. Il est hanté par le souvenir de sa femme, tuée au cours de leur fuite. Il vit désormais en France avec ses deux jeunes enfants, Asma et Yacine, qui sont scolarisés. Il travaille sur les marchés où il a rencontré Carole, une fleuriste d'origine polonaise avec qui il a noué une relation. Quand sa demande d'asile est rejetée par l'OFPRA, il engage un recours. Lorsque celui-ci est à son tour rejeté, il se voit signifier une obligation de quitter le territoire français. Au bout des 30 jours réglementaires, n'ayant pas déposé de recours auprès du président du tribunal administratif, désormais sans travail, sans logement, « sans papier », il trouve refuge chez Carole avec ses enfants. Quand la police convoque Carole au commissariat et l'informe des peines encourues pour l'aide au séjour des étrangers en situation irrégulière, il préfère prendre la fuite avec ses enfants sans laisser d'adresse. Carole tente en vain de retrouver leur trace dans la jungle de Calais, démantelée quelques heures plus tôt.

## Fiche technique
- Titre français : Une saison en France
- Réalisation et scénario : Mahamat Saleh Haroun
- Image : Mathieu Giombini
- Montage : Marie-Hélène Dozo
- Musique : Wasis Diop
- Pays d'origine :  France
- Coproducteur : Olivier Père
- Société de distribution : Ad Vitam Distribution
- Date de sortie :
  -  Canada : 8 (Festival international du film de Toronto)
  -  France : 31 janvier 2018

## Distribution
- Eriq Ebouaney : Abbas Mahadjir
- Sandrine Bonnaire : Carole Blaszak
- Aalayna Lys : Asma Mahadjir
- Ibrahim Burama Darboe : Yacine Mahadjir
- Bibi Tanga : Étienne Bamingui
- Léonie Simaga : Martine
- Régine Conas : Régine
- Khampha Thammavongsa : Thamma

## Production
Une saison en France est le premier film tourné en France par le réalisateur tchadien Mahamat Saleh Haroun. Il a lui-même dû fuir le Tchad à l'âge de 19 ans pour le Cameroun puis la France. 
Une partie du tournage s'est déroulée fin 2015 dans le XVe arrondissement, aux abords du 50 boulevard de Vaugirard.
L'épisode au cours duquel Étienne, l'ami d'Abbas professeur de philosophie mais réduit à un emploi de vigile, s'immole par le feu fait référence au geste désespéré d'un Tchadien survenu à la Cour nationale du droit d'asile en 2014.

## Festival
Une saison en France a ouvert le 25 avril 2018 l'Afrika Film Festival à Louvain (Belgique) .